# Lo strangolatore di Boston (film 2023)
Lo strangolatore di Boston (Boston Strangler) è un film del 2023 scritto e diretto da Matt Ruskin.
La pellicola narra le indagini della reporter Loretta McLaughlin, interpretata da Keira Knightley, sugli omicidi avvenuti negli anni sessanta a Boston dallo strangolatore di Boston.

## Trama
Nel 1962, la giornalista del Boston Record American, Loretta McLaughlin, indaga su tre casi di donne anziane che sono state violentate e uccise per strangolamento nell'area di Boston. Ottiene la conferma che tutte le vittime avevano le calze legate intorno al collo con un fiocco, collegando così i crimini a un serial killer. La storia indispettisce le forze dell'ordine di Boston e il capo di Loretta, che intende bloccare l’indagine per proteggere l'azienda.
Quando viene trovata una quarta vittima, Loretta e la collega giornalista Jean Cole, pur sopportando un sessismo dilagante sul posto di lavoro e nella società, continuano le indagini. Il matrimonio di Loretta è messo a dura prova dalle sue lunghe ore di lavoro e la sua famiglia è tormentata. Mentre scrive gli articoli, Loretta conia il nome "Lo strangolatore di Boston".
Un anno dopo, una settima donna di nome Sophie Clark viene uccisa. Una vicina ha incontrato un uomo che potrebbe essere l'assassino e ne fornisce una vaga descrizione. Sophie era molto più giovane delle vittime precedenti, il che rompe lo schema dello Strangolatore. Loretta e Jean si rendono conto che le indagini sono a un punto morto e il Dipartimento di Polizia di Boston  non condivide le informazioni con le altre città. Simili omicidi, come quello commesso a New York City da un uomo di nome Paul Dempsey, sono stati trascurati.
Albert DeSalvo, sospettato nelle indagini, viene arrestato. Alla vicina di Sophie viene chiesto di identificarlo in un confronto, ma lei sceglie un uomo diverso, George Nassar. Nonostante ciò, nel 1964, DeSalvo confessa tutti e 13 gli omicidi, tuttavia la polizia non ha prove sufficienti per collegarlo agli omicidi, quindi viene invece processato per precedenti reati di rapina e aggressioni sessuali e condannato all'ergastolo.
Nel 1965, Loretta apprende da un detective della polizia ad Ann Arbor, nel Michigan, che ci sono stati sei omicidi identici a quelli dello strangolatore di Boston. Si reca ad Ann Arbor e scopre che il sospettato più probabile è Daniel Marsh, un ex fidanzato di una vittima dello strangolatore e uno dei primi sospettati per gli omicidi di Boston. Marsh viene successivamente arrestato ma rifiuta di collaborare con la polizia. Nel 1973, DeSalvo chiama Loretta e le dice di venire alle ore di visita il giorno successivo per ascoltare la sua versione della storia. Prima che Loretta possa incontrarlo però, viene pugnalato a morte da un altro detenuto.
A seguito di una soffiata ricevuta nel carcere, Loretta incontra Harrison, un ex paziente del Bridgewater State Hospital. Egli rivela che DeSalvo, Marsh e Nassar sono stati tutti detenuti nello stesso reparto contemporaneamente. Harrison afferma anche che la confessione di DeSalvo è stata suggerita da Marsh e Nassar. Loretta fa visita a Nassar in prigione. Quest'ultimo nega che lui e Marsh abbiano istruito DeSalvo, ma ammette che sperava di reclamare le ricompense per l’arresto. Accusa Loretta e i media di aver fatto scalpore attorno allo Strangolatore e insinua che ci sia più di un assassino ma che il pubblico non voglia venire a conoscenza dei fatti.
Loretta e Jean studiano una teoria secondo cui Paul Dempsey ha ucciso le prime sei donne anziane a Boston prima di trasferirsi a New York. Una volta che Dempsey lasciò Boston, sorsero omicidi imitatori, con il risultato che le vittime successive furono molto più giovani. DeSalvo ha confessato tutti i 13 omicidi in modo che Nassar potesse reclamare la ricompensa di $ 10.000 per vittima. In cambio, Nassar fece in modo che DeSalvo fosse rappresentato dall'avvocato di alto profilo F. Lee Bailey. DeSalvo è stato anche indotto a credere che avrebbe ottenuto un contratto milionario per un libro che raccontasse la sua storia e che avrebbe potuto sostenere la sua famiglia. Il Record American pubblica la teoria di Loretta e Jean.
Nei titoli di coda si dice che Loretta diventa una giornalista medica pluripremiata al Boston Globe e che si è prima separata e poi divorziata dal marito, si racconta, inoltre, che  Jean ha continuato a lavorare come reporter investigativo per 30 anni. Loretta e Jean sono rimaste buone amiche. Marsh non è mai stato accusato di alcun omicidio. Nassar non ha mai ricevuto alcuna ricompensa e si dice erroneamente che nel 2023 sia ancora in prigione (è infatti morto di cancro nel 2018). Nel 2013, le prove del DNA hanno collegato DeSalvo al 13° omicidio ma non agli altri 12.

## Promozione
Il primo trailer del film è stato diffuso il 21 febbraio 2023, mentre la versione italiana il 27 febbraio.

## Distribuzione
Il film è stato distribuito a partire dal 17 marzo 2023: negli Stati Uniti in esclusiva su Hulu, mentre in Italia su Disney+.

## Riconoscimenti
- 2023 - Premio Emmy[4]
  - Candidatura per la miglior fotografia per una mini-serie, serie antologica o film per la televisione a Ben Kutchins